# Nadleśnictwo Olkusz
Nadleśnictwo Olkusz – jednostka organizacyjna Lasów Państwowych, w obrębie Regionalnej Dyrekcji Lasów Państwowych w Katowicach. Ma ono powierzchnię 17 113,2 ha.
Nadleśnictwo składa się z kilkunastu leśnictw: Żarnowiec, Sierbowice, Smoleń, Poręba, Pazurek, Golczowice, Pomorzany, Rabsztyn, Gorenice, Żurada oraz Podlesie.
Na obszarze nadleśnictwa znajdują się (częściowo) dwa parki krajobrazowe: Park Krajobrazowy Orlich Gniazd oraz Park Krajobrazowy Dolinki Krakowskie, a także trzy rezerwaty przyrody: Rezerwat przyrody Smoleń, Rezerwat przyrody Pazurek i Rezerwat przyrody Ruskie Góry. Ponadto, projektowane są dwa kolejne: Rezerwat przyrody Januszkowa Góra oraz Rezerwat przyrody Stołowa Góra.